# Utansjö
Utansjö è un'area urbana della Svezia situata nel comune di Härnösand, contea di Västernorrland.
La popolazione rilevata nel censimento 2010 era di 209 abitanti .